# Benitoa occidentalis
 Benitoa occidentalis ((H.M.Hall) D.D.Keck, 1956) è una specie di piante angiosperme dicotiledoni della famiglia delle Asteraceae, sottofamiglia Asteroideae,  tribù Astereae (North American lineage) e sottotribù Machaerantherinae. Benitoa occidentalis è anche l'unica specie del genere Benitoa  D.D.Keck, 1956.

## Etimologia
Il nome generico (Benitoa) fa riferimento alla contea San Benito (California), areale della pianta. L'epiteto specifico (occidentalis) fa anch'esso riferimento alla distribuzione di questa pianta.
Il nome scientifico della specie è stato definito dai botanici Harvey Monroe Hall (1874-1932) e David Daniels Keck (1903-1995) nella pubblicazione " Leaflets of Western Botany. San Francisco, CA" ( Leafl. W. Bot. 8: 26 ) del 1956. Il nome scientifico del genere è stato definito nella stessa pubblicazione.

## Descrizione
Portamento. La specie di questa voce ha un habitus di tipo erbaceo annuale.
Fusto. La parte aerea in genere è eretta, semplice o ramosa. La parte sotterranea è un fittone. Alcune parti sono viscide e ricoperte da ghiandole stipitate. Altezza media: 10 - 100 cm.
Foglie. Le foglie, picciolate e sessili, lungo il caule sono disposte in modo alternato; si addensano verso la base, all'apice sono simili a brattee; la lamina è intera con forme da lineari-lanceolate a oblanceolate; la pagina fogliare può essere glabra o stipitato-ghiandolare. Dimensione delle foglie: 20 – 80 × 3 – 15 mm.
Infiorescenza. Le sinflorescenze sono sciolte in formazioni cimose-panicolate. Le infiorescenze vere e proprie sono composte da un capolino terminale peduncolato di tipo radiato con fiori eterogami. I capolini sono formati da un involucro, con forme cilindriche-turbinate, composto da 22 - 35 brattee, al cui interno un ricettacolo fa da base ai fiori di due tipi: fiori del raggio e fiori del disco. Le brattee, con forme lineari-lanceolate e a consistenza erbacea, sono disposte in modo più o meno embricato su circa 6 serie. Il ricettacolo (senza pagliette) bucherellato a protezione della base dei fiori ha delle forme piatte. Dimensione degli involucri: 8 - 10 x 3 - 5 mm. Lunghezza delle brattee: 1 - 10 mm.
Fiori.  I fiori sono tetra-ciclici (formati cioè da 4 verticilli: calice – corolla – androceo – gineceo) e pentameri (calice e corolla formati da 5 elementi). Si distinguono in:
- fiori del raggio (esterni): da 5 a 8 per capolino, sono femminili e sono disposti su 1 - 2 serie; la forma è ligulata (zigomorfa);
- fiori del disco (centrali): sono più numerosi (da 9 a 20) con forme brevemente tubulose (attinomorfe); sono funzionalmente maschili.

- Formula fiorale:

*/x K {\displaystyle \infty }, [C (5), A (5)], G 2 (infero), achenio
- Calice: i sepali del calice sono ridotti ad una coroncina di squame.

- Corolla: 
  - fiori del raggio: la forma della corolla alla base è più o meno tubulosa-imbutiforme, mentre all'apice è ligulata e contorta; la ligula può terminare con alcuni denti; il colore è giallo; lunghezza delle lamine: 5 - 7 mm;
  - fiori del disco: la forma è lungamente tubulare bruscamente divaricata in 5 lobi profondamente divisi; i lobi, eretti, hanno una forma lineare-lanceolata; il colore è giallo: lunghezza delle corolle: 4 - 5 mm.

- Androceo: l'androceo è formato da 5 stami sorretti da filamenti generalmente liberi; gli stami sono connati e formano un manicotto circondante lo stilo; le teche (produttrici del polline) alla base sono troncate e sono lievemente auricolate (molto raramente sono speronate o hanno una coda); le appendici apicali delle antere hanno delle forme piatte e lanceolate; il tessuto endoteciale (rivestimento interno dell'antera) è quasi sempre polarizzato (con due superfici distinte: una verso l'esterno e una verso l'interno). Il polline è sferico con un diametro medio di circa 25 micron;  è tricolporato (con tre aperture sia di tipo a fessura che tipo isodiametrica o poro) ed è echinato (con punte sporgenti).

- Gineceo: l'ovario è infero uniloculare formato da 2 carpelli. Lo stilo (il recettore del polline) è profondamente bifido (con due stigmi divergenti) e con le linee stigmatiche marginali separate. I due bracci dello stilo hanno una forma lanceolata e possono essere papillosi o ricoperti da ciuffi di peli.

Frutti. I frutti sono degli acheni con pappo: il corpo (marrone), con 3 nervature longitudinali, ha la forma triangolare più o meno clavata e consistenza carnosa; le facce sono sericee. Le setole del pappo, caduche, biancastre e barbate, sono 2 - 8 con forme subulate più o meno appiattite. Lunghezza dell'achenio: 3 - 4 mm; lunghezza del pappo: 3 - 4 mm.

## Biologia
Impollinazione: tramite insetti (impollinazione entomogama tramite farfalle diurne e notturne).

Riproduzione: la fecondazione avviene fondamentalmente tramite l'impollinazione dei fiori.

Dispersione: i semi cadono a terra e vengono dispersi soprattutto da insetti come formiche (disseminazione mirmecoria). Un altro tipo di dispersione è zoocoria: gli uncini delle brattee dell'involucro (se presenti) si agganciano ai peli degli animali di passaggio che portano così i semi anche su lunghe distanze. Inoltre per merito del pappo il vento può trasportare i semi anche per alcuni chilometri (disseminazione anemocora).

## Distribuzione e habitat
La specie di questa voce è distribuita in California. L'habitat preferito sono gli affioramenti serpentini e i pendii argillosi tra 300 – 1.000 metri di quota.

## Sistematica
La famiglia di appartenenza di questa voce (Asteraceae o Compositae, nomen conservandum) probabilmente originaria del Sud America, è la più numerosa del mondo vegetale, comprende oltre 23.000 specie distribuite su 1.535 generi, oppure 22.750 specie e 1.530 generi secondo altre fonti (una delle checklist più aggiornata elenca fino a 1.679 generi). La famiglia attualmente (2021) è divisa in 16 sottofamiglie; la sottofamiglia Asteroideae è una di queste e rappresenta l'evoluzione più recente di tutta la famiglia.

### Filogenesi
La tribù Astereae (una delle 21 tribù della sottofamiglia Asteroideae) comprende circa 40 sottotribù. In base alle ultime ricerche nella tribù sono stati individuati (provvisoriamente) 5 principali lignaggi:
- Basal grade: include alcuni generi isolati, il gruppo "South American-Oceania",  alcune sottotribù africane e il gruppo dei generi legnosi del Madagascar.
- Bellis lineage: comprende le sottotribù eurasiatiche e una sottotribù africana.
- Aster lineage: include i generi asiatici di Asterinae e i principali gruppi dell'Australia e dell'Oceania.
- Baccharis lineage: include alcuni gruppi sudamericani.
- North American lineage: include la vasta gamma di sottotribù del Nordamerica, Messico e alcuni gruppi distribuiti nel Sudamerica.

Il genere  Benitoa (insieme alla sottotribù Machaerantherinae) è incluso nel lignaggio "North American lineage". Attualmente la sottotribù è suddivisa in 5 gruppi informali: Basal grade - Machaeranthera group - Haplopappus group - Xanthocephalum group - Lessingia group. Questo genere si trova nel "Lessingia group".
I caratteri distintivi della specie  Benitoa occidentalis sono:
- i fiori del raggio sono fertili ed hanno le corolle colorate di giallo;
- i fiori del disco sono funzionalmente maschili;
- l'indumento dei gambi e delle foglie non è tomentoso.

Il numero cromosomico delle specie di questo genere è: 2n = 10.

### Sinonimi
Sono elencati alcuni sinonimi per questa entità:
- Haplopappus occidentalis H.M.Hall
- Lessingia occidentalis  (H.M.Hall) M.A.Lane